# Lista de estados do Brasil por despesas das casas legislativas
Relação de unidades federativas do Brasil por despesas das casas legislativas estaduais, no ano base 2013.
| Posição | Unidade federativa  | Despesas (R$ milhões) | Proporção (R$/dep em milhões) |
| ------- | ------------------- | --------------------- | ----------------------------- |
| —       | Brasil              | 9.395                 | —                             |
| 1       | Rio de Janeiro      | 1.113                 | 15,9                          |
| 2       | Minas Gerais        | 1.002                 | 13                            |
| 3       | São Paulo           | 819                   | 8,7                           |
| 4       | Paraná              | 495                   | 9,2                           |
| 5       | Santa Catarina      | 479                   | 12                            |
| 6       | Rio Grande do Sul   | 449                   | 8,2                           |
| 7       | Pernambuco          | 416                   | 8,5                           |
| 8       | Bahia               | 406                   | 6,4                           |
| 9       | Goiás               | 354                   | 8,6                           |
| 10      | Ceará               | 347                   | 7,6                           |
| 11      | Mato Grosso         | 328                   | 13,7                          |
| 12      | Pará                | 320                   | 7,8                           |
| 13      | Distrito Federal    | 318                   | 13,2                          |
| 14      | Rio Grande do Norte | 266                   | 11,1                          |
| 15      | Maranhão            | 256                   | 6,1                           |
| 16      | Piauí               | 232                   | 7,7                           |
| 17      | Amazonas            | 222                   | 9,3                           |
| 18      | Paraíba             | 218                   | 6,1                           |
| 19      | Mato Grosso do Sul  | 187                   | 7,8                           |
| 20      | Rondônia            | 186                   | 7,8                           |
| 21      | Sergipe             | 160                   | 6,1                           |
| 22      | Tocantins           | 150                   | 6,2                           |
| 23      | Espírito Santo      | 144                   | 4,8                           |
| 24      | Alagoas             | 142                   | 5,3                           |
| 25      | Roraima             | 138                   | 5,8                           |
| 26      | Amapá               | 132                   | 5,5                           |
| 27      | Acre                | 113                   | 4,7                           |